# Fernando Couto
Fernando Manuel Silva Couto (Espinho, 2 de agosto de 1969) es un exfutbolista profesional portugués, su última temporada en activo fue la de 2007-2008 jugando en el Parma F.C. italiano.

## Biografía
Nacido en la localidad de Espinho (cerca de Oporto), Couto ingresó en las categorías inferiores del FC Porto con solo 17 años, debutando en junio de 1988 contra el Académica de Coimbra, donde sería cedido dos años después, eso sí, antes de una breve cesión al FC Famalicão donde ni siquiera llegó a debutar.
Couto retornó al Porto en 1990 convirtiéndose desde entonces en pilar básico de los siguientes años de la defensa de los Dragones Azules, con el club portugués ganó numerosos títulos. En 1994, y como uno de los mejores defensores de Portugal, Couto se mudó al Calcio italiano, fichando por el Parma FC donde ganó una Copa de la UEFA.
En verano de 1996, fichó por uno de los gigantes europeos, el FC Barcelona, recomendado por el nuevo entrenador culé
Bobby Robson y junto a sus compatriotas Luís Figo y el guardameta Vítor Baía. Fue titular en el esquema del entrenador 
inglés y permaneció dos temporadas en el conjunto catalán.
En 1998,fichó por el Lazio de Roma junto a su compañero Iván de la Peña, regresando a Italia y añadiendo además otra Copa de la UEFA a su palmarés, ganada en 1999.
En 2001, falló un test de antidopaje dando positivo en nandrolona, el propio jugador luso afirmó no haber consumido ninguna sustancia prohibida, pero un nuevo examen confirmó la acusación. Fue sancionado con entre cuatro y nueve meses de sanción, alejado de los terrenos de juego.
En 2005, y ya con 35 años, regresó al Parma FC después de que el Lazio no quisiera renovar su contrato. En 2008, y después de que expirara su contrato, anunció su retirada del mundo del fútbol.

## Selección nacional
Jugó con las categorías inferiores de la selección de fútbol de Portugal, debutando con la absoluta en diciembre de 1990 en un amistoso contra Estados Unidos en Malta.
Con Portugal, disputó las Eurocopas de 1996, 2000 y 2004, formando una gran pareja defensiva junto a Jorge Costa.
En la Eurocopa 2004, llegó a ser capitán de la selección aunque perdió la titularidad en favor de Ricardo Carvalho. Tras la Eurocopa, se retiró oficialmente de la selección lusa.

## Clubes
| Club                 | País     | Año       | Partidos | Goles |
| -------------------- | -------- | --------- | -------- | ----- |
| FC Porto             | Portugal | 1988      | 1        | 0     |
| Académica de Coimbra | Portugal | 1989-1990 | 28       | 3     |
| FC Porto             | Portugal | 1990-1994 | 106      | 19    |
| Parma FC             | Italia   | 1994-1996 | 39       | 4     |
| FC Barcelona         | España   | 1996-1998 | 44       | 0     |
| SS Lazio             | Italia   | 1998-2005 | 145      | 9     |
| Parma FC             | Italia   | 2005-2008 | 63       | 1     |

## Palmarés

### Campeonatos nacionales
| Título                | Club         | País     | Año     |
| --------------------- | ------------ | -------- | ------- |
| Primera División      | FC Porto     | Portugal | 1987-88 |
| Copa de Portugal      | FC Porto     | Portugal | 1988    |
| Copa de Portugal      | FC Porto     | Portugal | 1991    |
| Supercopa de Portugal | FC Porto     | Portugal | 1991    |
| Primera División      | FC Porto     | Portugal | 1991-92 |
| Primera División      | FC Porto     | Portugal | 1992-93 |
| Copa de Portugal      | FC Porto     | Portugal | 1994    |
| Supercopa de Portugal | FC Porto     | Portugal | 1994    |
| Supercopa de España   | FC Barcelona | España   | 1996    |
| Copa del Rey          | FC Barcelona | España   | 1997    |
| Copa del Rey          | FC Barcelona | España   | 1998    |
| Primera División      | FC Barcelona | España   | 1997-98 |
| Supercopa de Italia   | SS Lazio     | Italia   | 1998    |
| Copa de Italia        | SS Lazio     | Italia   | 2000    |
| Serie A               | SS Lazio     | Italia   | 2000    |
| Supercopa de Italia   | SS Lazio     | Italia   | 2000    |
| Copa de Italia        | SS Lazio     | Italia   | 2004    |

### Campeonatos internacionales
| Título              | Club         | Sede       | Año  |
| ------------------- | ------------ | ---------- | ---- |
| Copa de la UEFA     | Parma FC     | Milán      | 1995 |
| Recopa de Europa    | FC Barcelona | Róterdam   | 1997 |
| Supercopa de Europa | FC Barcelona | Dortmund   | 1997 |
| Recopa de Europa    | SS Lazio     | Birmingham | 1999 |

- Datos: Q313468
- Multimedia: Fernando Couto / Q313468